# Episodi di Perry Mason (seconda stagione)
La seconda stagione della serie televisiva Perry Mason è andata in onda negli Stati Uniti dal 20 settembre 1958 al 27 giugno 1959 sulla CBS.
| nº | Titolo originale                     | Titolo italiano                                           | Prima TV USA      | Prima TV Italia   |
| -- | ------------------------------------ | --------------------------------------------------------- | ----------------- | ----------------- |
| 1  | The Case of the Corresponding Corpse | La doppia morte del signor Beaumont/Un matrimonio fallito | 20 settembre 1958 | 13 dicembre 1960  |
| 2  | The Case of the Lucky Loser          | Vittima a sorpresa                                        | 27 settembre 1958 | 25 giugno 1993    |
| 3  | The Case of the Pint-Sized Client    | Un cliente inconsueto/L'inventore                         | 4 ottobre 1958    | 17 maggio 1960    |
| 4  | The Case of the Sardonic Sergeant    | Un costosissimo falò                                      | 11 ottobre 1958   | 4 gennaio 1992    |
| 5  | The Case of the Curious Bride        | Violazione di domicilio                                   | 18 ottobre 1958   | 28 dicembre 1991  |
| 6  | The Case of the Buried Clock         | L'orologio sepolto                                        | 1º novembre 1958  | 25 gennaio 1962   |
| 7  | The Case of the Married Moonlighter  | Il buon samaritano                                        | 8 novembre 1958   | 7 dicembre 1991   |
| 8  | The Case of the Jilted Jockey        | Quando perde il migliore                                  | 15 novembre 1958  | 29 giugno 1963    |
| 9  | The Case of the Purple Woman         | La donna in porpora                                       | 6 dicembre 1958   | 7 dicembre 1991   |
| 10 | The Case of the Fancy Figures        | L'amico misterioso                                        | 13 dicembre 1958  | 13 luglio 1993    |
| 11 | The Case of the Perjured Parrot      | Il pappagallo Casanova                                    | 20 dicembre 1958  | 14 luglio 1992    |
| 12 | The Case of the Shattered Dream      | Polvere di diamanti                                       | 3 gennaio 1959    | 28 dicembre 1991  |
| 13 | The Case of the Borrowed Brunette    | Una bruna in prestito                                     | 10 gennaio 1959   | 14 giugno 1969    |
| 14 | The Case of the Glittering Goldfish  | I pesci dorati                                            | 17 gennaio 1959   | 10 giugno 1969    |
| 15 | The Case of the Foot-Loose Doll      | Lettere d'amore                                           | 24 gennaio 1959   | 13 giugno 1989    |
| 16 | The Case of the Fraudulent Foto      | Commissione d'inchiesta                                   | 7 febbraio 1959   | 22 febbraio 1962  |
| 17 | The Case of the Romantic Rogue       | Fuga d'amore                                              | 14 febbraio 1959  | 19 settembre 1989 |
| 18 | The Case of the Jaded Joker          | Morte sotto il palcoscenico                               | 21 febbraio 1959  | 12 giugno 1989    |
| 19 | The Case of the Caretaker's Cat      | Il testamento                                             | 7 marzo 1959      | 8 marzo 1962      |
| 20 | The Case of the Stuttering Bishop    | Il vescovo balbuziente                                    | 14 marzo 1959     | 23 settembre 1989 |
| 21 | The Case of the Lost Last Act        | L'ultimo atto                                             | 21 marzo 1959     | 1962              |
| 22 | The Case of the Bedeviled Doctor     | In difesa di un amico                                     | 4 aprile 1959     | 8 febbraio 1992   |
| 23 | The Case of the Howling Dog          | Il fedele Sammy                                           | 11 aprile 1959    | 8 febbraio 1992   |
| 24 | The Case of the Calendar Girl        | Le due fotomodelle                                        | 18 aprile 1959    | 13 ottobre 1989   |
| 25 | The Case of the Petulant Partner     | Amici come prima                                          | 25 aprile 1959    | 16 settembre 1992 |
| 26 | The Case of the Dangerous Dowager    | La vedova pericolosa                                      | 9 maggio 1959     | 25 settembre 1989 |
| 27 | The Case of the Deadly Toy           | Il giocattolo mortale                                     | 16 maggio 1959    | 15 giugno 1989    |
| 28 | The Case of the Spanish Cross        | La croce spagnola                                         | 30 maggio 1959    | 1962              |
| 29 | The Case of the Dubious Bridegroom   | Uno strano divorzio                                       | 13 giugno 1959    | 9 giugno 1989     |
| 30 | The Case of the Lame Canary          | La gabbia del canarino                                    | 27 giugno 1959    | 1962              |

## La doppia morte del signor Beaumont/Un matrimonio fallito
- Titolo originale: The Case of the Corresponding Corpse
- Diretto da: Arthur Marks
- Scritto da: Don Brinkley e Gene Wang

### Trama
George Beaumont, che tre anni prima aveva simulato la propria morte, è ora sotto ricatto. Adesso vorrebbe, con l'aiuto di Mason, ritornare dalla moglie Laura. Prima di poter attuare il suo piano, viene però ucciso e la colpa ricade su Ruth Whittaker, una donna con cui George aveva avuto una relazione.
- Guest star: Martha Wentworth (sig.ra Lyle), Herbert Lytton (Leon Corby), Gil Frye (reporter), Joan Staley (Roberta Walker), Joan Camden (Ruth Whittaker), Vaughn Taylor (Harry Folsom), Jeanne Cooper (Laura Beaumont), William Ching (Glenn McKay), Ross Elliott (George Beaumont), Owen Cunningham (Jonah Whittaker), Lillian Bronson (giudice), Jack Gargan (impiegato di corte)

## Vittima a sorpresa
- Titolo originale: The Case of the Lucky Loser
- Diretto da: William D. Russell
- Scritto da: Seeleg Lester

### Trama
- Guest star: Paul Genge (sergente), Guy Rennie (Roger Faris), Jack Holland (esperto balistica), John Bleifer (Schmidt), Patricia Medina (Harriet Balfour), Bruce Bennett (Lawrence Balfour), Heather Angel (Florence Ingle), Douglas Kennedy (Steven Boles), Tyler MacDuff (Ted Balfour), Richard Hale (Addison Balfour), Woody Chambliss (Fred Haley), John Eldredge (Thurston), Morris Ankrum (giudice Cadwell), Len Hendry (poliziotto)

## Un cliente inconsueto/L'inventore
- Titolo originale: The Case of the Pint-Sized Client
- Diretto da: Buzz Kulik
- Scritto da: Herman Epstein

### Trama
- Guest star: Raymond Greenleaf (giudice), Joseph Mell (George Koch), Eddie Marr (Cagle), Paul Bryar (sergente Bender), Eduardo Ciannelli (Anthony Renzi), Nita Talbot (Iris Anderson), Elisha Cook, Jr. (Art Crowley), Bobby Clark (Nicky Renzi), James Anderson (Frank Anderson), Otto Waldis (sig. Kolichek (Joseph Kolichek), Robert P. Lieb (Charles Hays), Eleanor Audley (Lois Gilbert), Than Wyenn (Eddie Merlin)

## Un costosissimo falò
- Titolo originale: The Case of the Sardonic Sergeant
- Diretto da: William D. Russell
- Scritto da: Samuel Newman

### Trama
- Guest star: Rand Harper (tenente Walker), Lee Torrance (sergente McKnight), Helene Heigh (sig.ra Agnes Haskell), Hal Torey (Blake), John Dehner (maggiore Lewis), Robert Armstrong (Walter Haskell), Lori March (Helen Lessing), John Archer (maggiore Lessing), Harry Jackson (William Smith), Grant Richards (capitano Kennedy), Paul Picerni (sergente Joseph Dexter), Wendell Holmes (Howard Evans), Barbara Luna (Rikki Stevens), Kevin Hagen (sergente Burke), Russell Thorson (tenente Colonel Brice), George E. Stone (barista), Vance Howard (impiegato di corte)

## Violazione di domicilio
- Titolo originale: The Case of the Curious Bride
- Diretto da: Arthur Marks
- Scritto da: Jonathan Latimer

### Trama
- Guest star: Peggy Maley (Edna Freeman), Tommy Cook (Frank Lane), S. John Launer (giudice), Lewis Charles (Sidney Otis), Christine White (Rhoda Reynolds), Max Showalter (Carl Reynolds), John Hoyt (Phillip Reynolds), Michael Emmet (Arthur Kane), James Seay (dottor Michael Harris), Dorothy Neumann (Ellen Crandall), James Nolan (vice)

## L'orologio sepolto
- Titolo originale: The Case of the Buried Clock
- Diretto da: William D. Russell
- Scritto da: Francis Cockrell

### Trama
- Guest star: Gil Frye (Faulkner), Paul Serra (Davis), Phil Chambers (dottor Ritchie), James Forster (giudice Norwood), Don Beddoe (dottor Blane), Fredd Wayne (Jack Hardisty), June Dayton (Sue Hardisty), Jeanne Bates (Jean Strague), Paul Fix (procuratore distrettuale Hale), Charles Cooper (Philip Strague), Robert Foulk (sceriffo Elmore), Robin Hughes (Rodney Beaton), Howard Wendell (A. J. Randall), Harry Tyler (impiegato di corte), Don Kennedy (vice sceriffo)

## L'orologio sepolto
- Titolo originale: The Case of the Married Moonlighter
- Diretto da: Arthur Marks
- Scritto da: Stanley Niss e Gene Wang

### Trama
- Guest star: Richard Gaines (giudice Carwell), Tom Palmer (George Palmer), Fern Barry (sig.ra Cunningham), Olan Soule (impiegato di corte), Arthur Franz (Danny Harrison), Jesse White (Luke Hickey), Anne Sargent (Eileen Harrison), Stacy Harris (Frank Curran), Frances Helm (Linda Kennedy), Douglas Evans (Phil McCabe), Carole Anderson (modella)

## Quando perde il migliore
- Titolo originale: The Case of the Jilted Jockey
- Diretto da: William D. Russell
- Scritto da: Robert Warnes Leach e Seeleg Lester

### Trama
- Guest star: Nolan Leary (Bob Allen), Hugh Sanders (Dion Bannon), Roy Engel (sig. Horty), Kenneth R. MacDonald (giudice), Bill Pearson (Tic Barton), Barbara Lawrence (Gloria Barton), June Vincent (Victoria Bannon), Don Durant (Johnny Starr), Joe Di Reda (Eddie Davis), Joe Forte (medico legale)

## La donna in porpora
- Titolo originale: The Case of the Purple Woman
- Diretto da: Gerd Oswald
- Scritto da: Robert Bloomfield e Gene Wang

### Trama
- Guest star: Donald Murphy (Wayne Gordon), Doris Singleton (Doris Andrews), Edwin Jerome (giudice), Stephen Bekassy (Laslo Kovac), George Macready (Milo Girard), Bethel Leslie (Evelyn Girard), Robert H. Harris (Aaron Hubble), Rhys Williams (Rufus Varner), Shirley Houser (cameriera)

## L'amico misterioso
- Titolo originale: The Case of the Fancy Figures
- Diretto da: Arthur Hiller
- Scritto da: Gene Wang e Barry Trivers

### Trama
- Guest star: S. John Launer (giudice), Harvey Stephens (Victor Squires), Leslie Kimmell (postino), Chuck Webster (sergente Brice), Frank Silvera (Jonathan Hyatt), Joan Banks (Valerie Brewster), Anne Barton (Carolyn Ellis), William Phipps (Martin Ellis), Ralph Clanton (Charles Brewster), Ray Kellogg (Richard Hyatt), David McMahon (Walter Vico)

## Il pappagallo Casanova
- Titolo originale: The Case of the Perjured Parrot
- Diretto da: William D. Russell
- Scritto da: Marion Cockrell

### Trama
- Guest star: Pamela Branch (Helen Watkins), Maurice Manson (Charles Sabin), Howard Culver (Rufus Bolding), Jesslyn Fax (impiegato di corte), Edgar Buchanan (Andy Templet), Jody Lawrance (Ellen Monteith), Dan Barton (Richard Waid), Fay Baker (Stephanie Sabin), Frank Ferguson (sceriffo Barnes), Robert Griffin (Fred Bascomb), Joseph Kearns (sig. Langley), Jason Johnson (procuratore distrettuale R. Sprague), Mel Blanc (Parrot)

## Polvere di diamanti
- Titolo originale: The Case of the Shattered Dream
- Diretto da: Andrew V. McLaglen
- Scritto da: Seeleg Lester e Robert Bloomfield

### Trama
- Guest star: Gilman Rankin (medico autoptico), Robert Carson (Lawrence David), Barry Brooks (commerciante), Cy Malis (Hilton), Osa Massen (Sarah Werner), Marion Marshall (Irene Bedford), Virginia Vincent (Virginia Trent), Kurt Kreuger (Hans Breel), Chris Alcaide (Jerry Morrow), Ludwig Stossel (Adolph Van Beers), Ivan Triesault (Fred Schoenbeck), Theodore Marcuse (William Walker), Lillian Bronson (giudice), Brandy Bryan (Doris)

## Una bruna in prestito
- Titolo originale: The Case of the Borrowed Brunette
- Diretto da: Arthur Marks
- Scritto da: Seeleg Lester

### Trama
- Guest star: Herman Rudin (Thomas Folsom), Morris Ankrum (giudice Bates), Howard Van Proyen (Samuel Dixon), Gisele Verlaine (segretaria), Margaret Field (Eva Martell), Paula Raymond (Helen Reynolds), Sheila Bromley (Agnes Nulty), Adrienne Marden (Barbara Slater), John Stephenson (Grant Reynolds), Joe De Santis (Melvin Slater), Fred Rapport (commesso)

## I pesci dorati
- Titolo originale: The Case of the Glittering Goldfish
- Diretto da: Gerd Oswald
- Scritto da: Milton Krims

### Trama
- Guest star: S. John Launer (giudice), Murvyn Vye (Jack Huxley), Olan Soule (commesso), Rusty Lane (Harry Tiller), Cecil Kellaway (Darrell Metcalf), May Wynn (Donna Sherwood), John Hudson (Tom Wyatt), Jacqueline Scott (Sally Wilson), Catherine McLeod (Nora Huxley), Willard Sage (Dan Myers), Gage Clarke (Frederick Rollins), Chuck Webster (sergente Brice)

## Lettere d'amore
- Titolo originale: The Case of the Foot-Loose Doll
- Diretto da: William D. Russell
- Scritto da: Jonathan Latimer

### Trama
- Guest star: Charles Meredith (dottore), Jan Harrison (paziente), Jack W. Harris (impiegato di corte), Carol Byron (ragazza), Barton MacLane (senatore Baylor), Robert Bray (Carl Davis), Ruta Lee (Millie Crest), Betty Lou Gerson (Marjory Davis), Eve McVeagh (Laura Richards), Sam Buffington (Fred Ernshaw), Richard Gaines (giudice), Susan Dorn (Grace), Helene Stanley (Fern Driscoll), Jim Kirkwood (Johnny Baylor), John Bryant (Bob Wallace), Lee Miller (sergente Brice)

## Commissione d'inchiesta
- Titolo originale: The Case of the Fraudulent Foto
- Diretto da: Arthur Marks
- Scritto da: Seeleg Lester e Lawrence L. Goldman

### Trama
- Guest star: Francis DeSales (George Fairbanks), Herbert Anderson (Eugene Milton), Irving Mitchell (medico autoptico), Nancy Millard (telefonista), Hugh Marlowe (Brander Harris), Carole Mathews (Leora Mathews), Wilton Graff (Cleveland Blake), June Clayworth (Eva Scott), Mark Roberts (James Castleton), Bartlett Robinson (Marshall Scott), Carol Nugent (Helen Preston), Peter Brocco (Theophile Duclerc), Kenneth R. MacDonald (giudice), Arline Hunter (receptionist)

## Fuga d'amore
- Titolo originale: The Case of the Romantic Rogue
- Diretto da: William D. Russell
- Scritto da: Gene Wang

### Trama
- Guest star: Don Dillaway (Robert Riley), Pitt Herbert (medico autoptico), Robert Bice (Faulkner), Lee Miller (sergente Brice), Marion Ross (Helen Harvey), Albert Linville (Harry West), Sara Haden (Florence Harvey), John Bryant (Stacey Chandler), Peggy Maley (Margo Lawrence), Jean Willes (Irene Wallace), Jack Daly (Pete Daniels), Frederick Worlock (giudice)

## Morte sotto il palcoscenico
- Titolo originale: The Case of the Jaded Joker
- Diretto da: Gerd Oswald
- Scritto da: Milton Krims

### Trama
- Guest star: Martha Vickers (Sheila Hayes), Mary La Roche (Lisa Hiller), S. John Launer (giudice), Harry Jackson (Charles Goff), Frankie Laine (Danny Ross), Bobby Troup (Buzzie), Walter Burke (Freddie Green), Tom Drake (Cleve Niles), Jon Lormer (medico legale)

## Il testamento
- Titolo originale: The Case of the Caretaker's Cat
- Diretto da: Arthur Marks
- Scritto da: Richard Macaulay e Seeleg Lester

### Trama
- Guest star: Michael Fox (medico autoptico), Bill Erwin (Paint Store Clerk), George E. Stone (impiegato di corte), Anthony Jochim (Peter Baxter), Benson Fong (James Hing), John Agar (Kenneth Baxter), Robert Knapp (Stuart Baxter), Maxine Cooper (Edith Devoe), Judy Lewis (Winifred Oakley), Richard Crane (dott. Douglas Keene), Raymond Bailey (John Hilliard), Anthony Eustrel (Gordon Roland), Barney Biro (giudice), Jacqueline Lee (infermiera Watson)

## Il vescovo balbuziente
- Titolo originale: The Case of the Stuttering Bishop
- Diretto da: William D. Russell
- Scritto da: Gene Wang

### Trama
- Guest star: George E. Stone (impiegato di corte), Karl Davis (Leo Kaster), Lee Miller (sergente Brice), Jim Brandt (ragazzo), Vaughn Taylor (Bishop Mallory), Ken Lynch (Wallace Lang), Herb Ellis (vice procuratore), Rebecca Welles (Carol Delaney), Joan Vohs (Janice Burroughs), Jonathan Kidd (Philip Burroughs), Carl Benton Reid (Charles Burroughs), Peter Garey (Larry Kenyon), Morris Ankrum (giudice), Jon Lormer (dottore), Claire Carleton (Blanche Atkins), Hubie Kerns (Skin Diver)

## L'ultimo atto
- Titolo originale: The Case of the Lost Last Act
- Diretto da: Gerd Oswald
- Scritto da: Milton Krims

### Trama
- Guest star: Robert McQueeney (Michael Dwight), David Lewis (John Gifford), Connie Cezan (Gertie), Richard Gaines (giudice), Joanne Gilbert (Faith Foster), Katharine Bard (Helen Dwight), Jerome Cowan (Ernest Royce), Stacy Harris (Frank Brooks), Richard Erdman (Jim West), George E. Stone (impiegato di corte)

## In difesa di un amico
- Titolo originale: The Case of the Bedeviled Doctor
- Diretto da: Arthur Marks
- Scritto da: Gene Wang

### Trama
Mark Douglas ha un grosso debito di gioco e va dalla sorella Edith, segretaria del dottor David Craig (psicoanalista), per cercare aiuto. Vuole convincere la sorella a procurarsi una registrazione della sedute del paziente Peter Heywood. La moglie, Barbara Heywood, pagherebbe a Mark 5000 dollari per avere le prove del tradimento di Peter. Quando Mark viene trovato ucciso, Mason deve difendere Craig.
- Guest star: Frederick Worlock (giudice), Andrea King (Barbara Heywood), George E. Stone (impiegato di corte), Michael Fox (dottor Hoxie), Dick Foran (dottor David Craig), Marianne Stewart (Edith Douglas), Norma Moore (Dana Lewis), Phillip Terry (Peter Heywood), Barry McGuire (Mark Douglas), Allen Case (Ronny Fowler), Jane Eagar (Martha), John McKee (Faulkner)

## Il fedele Sammy
- Titolo originale: The Case of the Howling Dog
- Diretto da: William D. Russell
- Scritto da: Seeleg Lester

### Trama
- Guest star: George E. Stone (impiegato di corte), Pitt Herbert (medico legale), Frank Hagney (guardiano), Marcia Drake (infermiera), Ann Rutherford (Evelyn Forbes), Fintan Meyler (Thelma Brent), Robert Ellenstein (Arthur Cartright), Elaine Edwards (Polly Forbes), Gregory Walcott (Bill Johnson), John Holland (Clinton Forbes), Tom Greenway (Rod Andrews), Grace Raynor (Marilyn Storm), Ed Prentiss (dottor Bayliss), S. John Launer (giudice), Vito Scotti (D'Amato (Joseph D'Amato), Lee Miller (sergente Brice)

## Le due fotomodelle
- Titolo originale: The Case of the Calendar Girl
- Diretto da: Arthur Marks
- Scritto da: Seeleg Lester

### Trama
- Guest star: George E. Stone (impiegato di corte), Jon Lormer (medico autoptico), Diana Crawford (Patti Drew), Tom Conroy (capo cameriere), Dolores Donlon (Dawn Manning), John Anderson (George Andrews), Kasey Rogers (Loretta Harper), Dean Harens (Frank Fettridge), George N. Neise (Wilfred Borden), Evelyn Scott (Beatrice Cornell), Charles Tannen (Jasper Horn), Ralph Moody (Harvey Dennison), Richard Gaines (giudice), Douglas Marland (Bob)

## Amici come prima
- Titolo originale: The Case of the Petulant Partner
- Diretto da: William D. Russell
- Scritto da: Gene Wang e Milton Krims

### Trama
- Guest star: R.G. Armstrong (Harry Bright), Russ Bender (sergente Givens), Steve Stevens (facchino), Lynne Allen (Louise Dayton), Francis McDonald (Salty Sims), Will Wright (Chuck Clark), Geraldine Wall (Nell Gridley), Russell Thorson (Mel Topham), William Swan (Bill Shayne), Stafford Repp (Phillip Morgan), Nan Leslie (Margaret Clark), Myron Healey (Howard Roper), James Forster (giudice)

## La vedova pericolosa
- Titolo originale: The Case of the Dangerous Dowager
- Diretto da: Buzz Kulik
- Scritto da: Milton Krims

### Trama
- Guest star: George E. Stone (impiegato di corte), Joey Faye (Walter Cobb), Barry Brooks (poliziotto), Perry Cook (vecchio), Robert Strauss (Danny Barker), Patricia Cutts (Sylvia Oxman), Kathryn Givney (Matilda Benson), Barry Atwater (Robert Benson), Michael Dante (Arthur Manning), Gene Blakely (Frank Oxman), Leo Gordon (Charles Duncan), Ellen Corby (signora anziana), King Calder (dottor Ralph Caldwell), Frederick Worlock (giudice), Shirley Monticue (cameriera)

## Il giocattolo mortale
- Titolo originale: The Case of the Deadly Toy
- Diretto da: William D. Russell
- Scritto da: Seeleg Lester

### Trama
- Guest star: Richard Hervey (inserviente al bancone), Nina Stevens (infermiera), Lee Miller (sergente Brice), George E. Stone (impiegato di corte), Mala Powers (Claire Allison), Max Adrian (Ralph Jennings), Dennis Patrick (Martin Selkirk), Robert Rockwell (Dick Benedict), Jennifer Howard (Lorraine Jennings), Paul Cavanagh (Horace Selkirk), Kathryn Card (Hannah Barton), Nancy Kulp (Katherine Collins), Morris Ankrum (giudice), Norman Alden (Darrel Reed), David Brady (David Selkirk), Pitt Herbert (medico autoptico), Bob Howard (Bill Evans)

## La croce spagnola
- Titolo originale: The Case of the Spanish Cross
- Diretto da: Arthur Marks
- Scritto da: Robert J. Shaw e Gene Wang

### Trama
- Guest star: Harlan Warde (sergente Kenton), Richard Gaines (giudice), George E. Stone (impiegato di corte), Herman Rudin (Roger), Jacques Aubuchon (Felix Karr), Josephine Hutchinson (Miriam Baker), Richard Miles (attore) (Jimmy Morrow), Linda Watkins (Grace Runyan), Arthur Space (James Morrow, Sr), Donald Randolph (Curtis Runyan), Jonathan Hole (Everett Wormser), Chuck Zacha (Harry Kline)

## Uno strano divorzio
- Titolo originale: The Case of the Dubious Bridegroom
- Diretto da: William D. Russell
- Scritto da: Milton Krims

### Trama
- Guest star: Robert Lynn (giudice), Rosa Turich (Filomena), James Nolan (poliziotto), Keith Richards (sergente Holt), Betsy Jones-Moreland (Lorrie Garvin), Joan Tabor (Virginia Colfax), Patrick McVey (Covington), Harry Ellerbe (Edward Garvin), K. T. Stevens (Ethel Carter Garvin), Thomas Browne Henry (George Denby), Neil Hamilton (Frank Livesey), Tom Brown (Jarvis), Robert Nichols (Howard Scanlon), Richard Keene (impiegato di corte)

## La gabbia del canarino
- Titolo originale: The Case of the Lame Canary
- Diretto da: Arthur Marks
- Scritto da: Seeleg Lester

### Trama
- Guest star: Ray Phillips (ufficiale di polizia), Chet Stratton (impiegato dell'hotel), George E. Stone (impiegato di corte), Lee Miller (sergente Brice), James Philbrook (Harry Johnson), Stacy Graham (Ruth Prescott), Biff Elliot (Jimmy McLain), Susan Cummings (Margaret Swaine), William Kendis (Walter Prescott), Berry Kroeger (Ernest Wray), S. John Launer (giudice), Michael Fox (dottor Hoxie), Emerson Treacy (dottor Fowler), Dick Wessel (addetto ai trasferimenti)